# Notochodaeus interruptus
Notochodaeus interruptus is een keversoort uit de familie Ochodaeidae. De wetenschappelijke naam van de soort is voor het eerst geldig gepubliceerd in 1968 door Kurosawa.